# Unstrut-Hainich
Unstrut-Hainich – miejscowość i gmina (Landgemeinde) w Niemczech, w kraju związkowym Turyngia, w powiecie Unstrut-Hainich. Powstała 1 stycznia 2019 z połączenia gmin Altengottern, Flarchheim, Großengottern, Heroldishausen, Mülverstedt oraz Weberstedt. Do 31 grudnia 2023 gla gminy Schönstedt Unstrut-Hainich pełniła funkcję "gminy realizującej" (niem. "erfüllende Gemeinde"). Dzień później gmina ta stała się jej dzielnicą (Ortsteil). Część gminy leży na terenie Parku Narodowego Hainich.

## Transport
Przez teren gminy przebiega droga krajowa B247.